# Daihatsu YRV

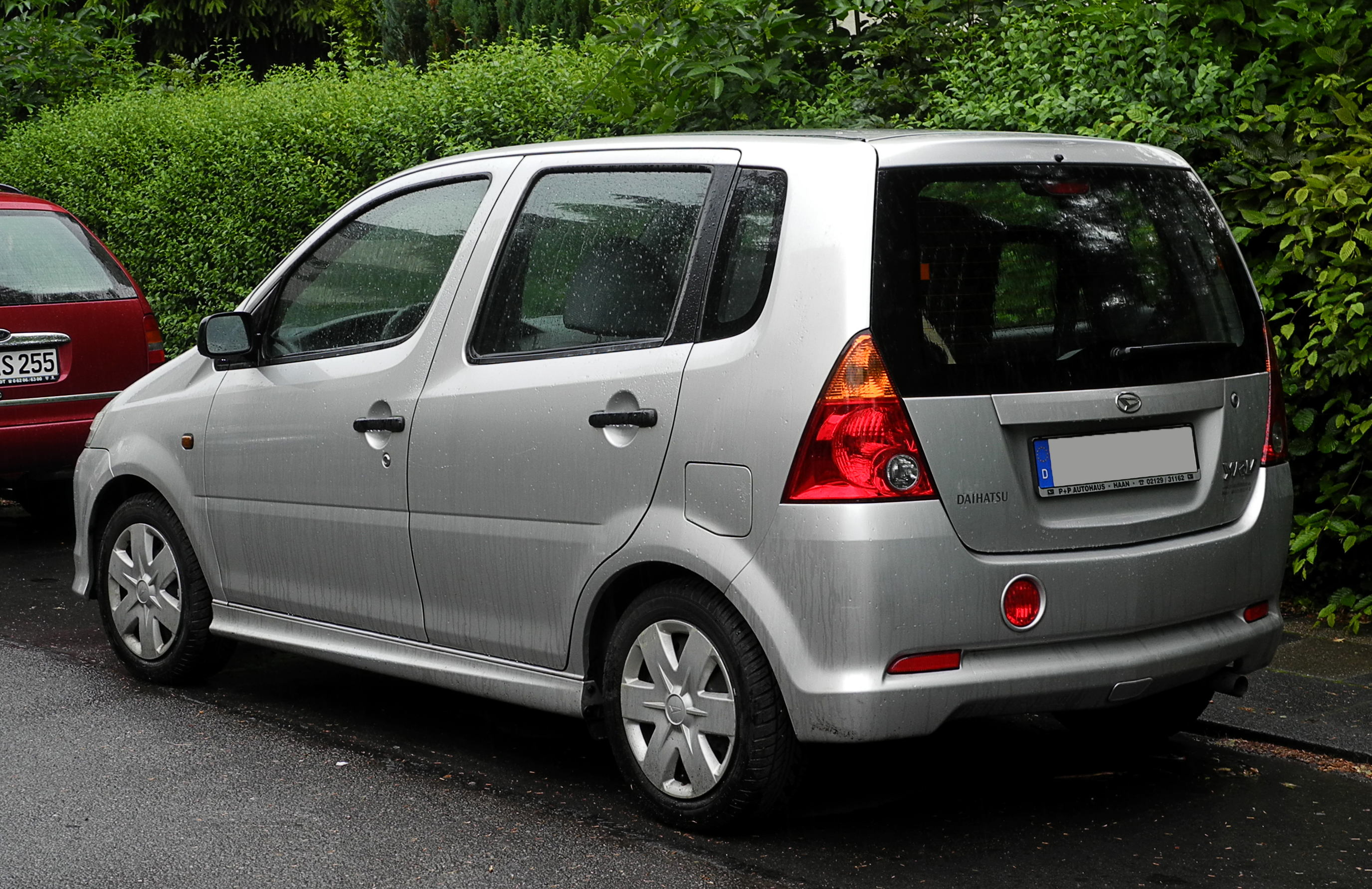
Daihatsu YRV

De Daihatsu YRV is een mini MPV van Daihatsu. De YRV is afgeleid van de eerste generatie Daihatsu Sirion en debuteerde op de Tokyo Motor Show van 1999. De YRV werd van augustus 2000 tot juli 2005 geproduceerd in Japan. De naam YRV (ook wel Young RV) is een afkorting voor Young Recreational Vehicle.

## Details
Het prototype van de YRV dat op de Tokyo Motor Show van 1999 stond, beschikte over een 140 pk sterke 1,3 liter-benzinemotor met turbo. De compacte MPV moest jonge rijders aanspreken door de sportieve vorm en rijkwaliteiten van het model. De productieversie kwam begin 2001 beschikbaar op de Nederlandse en Belgische markt met twee verschillende benzinemotoren: een 1.0-driecilinder (58 pk) en een 1.3-viercilinder (87 pk). De 1.3 was ook leverbaar met een viertrapsautomaat. In 2002 kwam de YRV Turbo op de markt. Die heeft een 1.3 liter-turbomotor met DVVT (Dynamic Variable Valve Timing) en was standaard gekoppeld aan een elektronisch geregelde automatische transmissie met tiptronic dat vanaf het stuurwiel kan worden bediend. De YRV Turbo is te herkennen aan de luchthapper op de motorkap die zorgt voor de aanvoer van koele lucht naar de intercooler, achterlichtunits met helder glas, een achterklepspoiler en 15 inch-lichtmetalen velgen.
De productie werd in 2005 gestaakt, maar de YRV werd in Nederland nog tot 2006 geleverd. Eind 2006 werd op de Mondial de l'Automobile in Parijs de Daihatsu Materia gepresenteerd. Die nam de plek van de YRV in Europa in, hoewel de Nederlandse importeur de Materia niet als vervanger van de YRV zag.

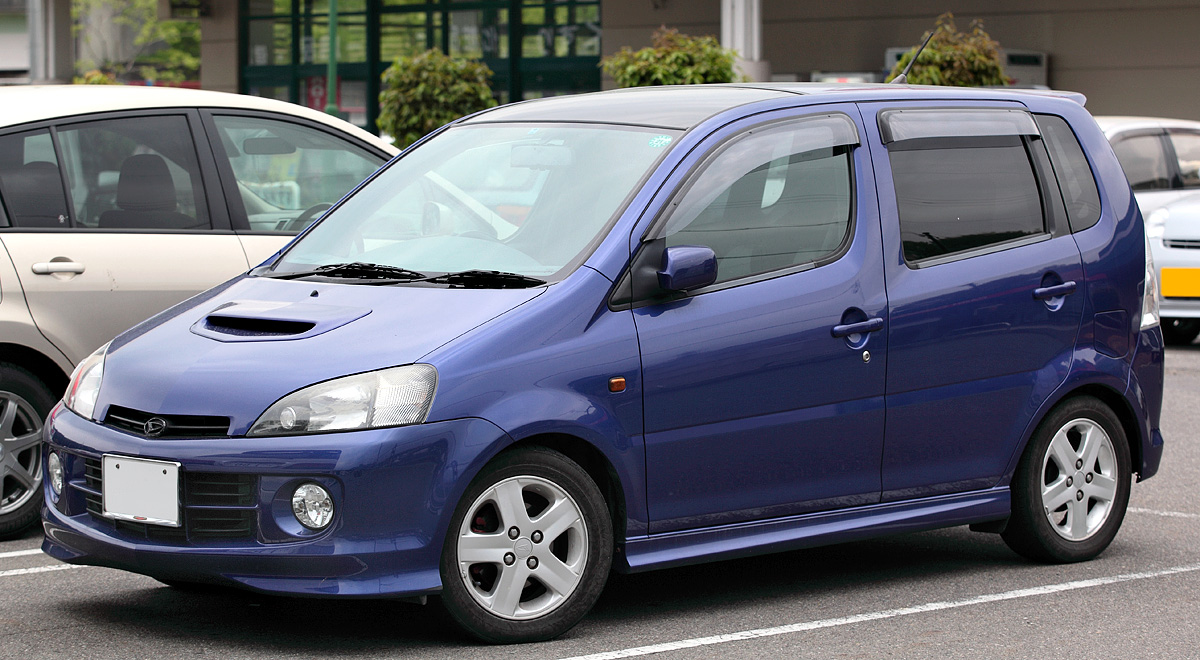
Daihatsu YRV Turbo
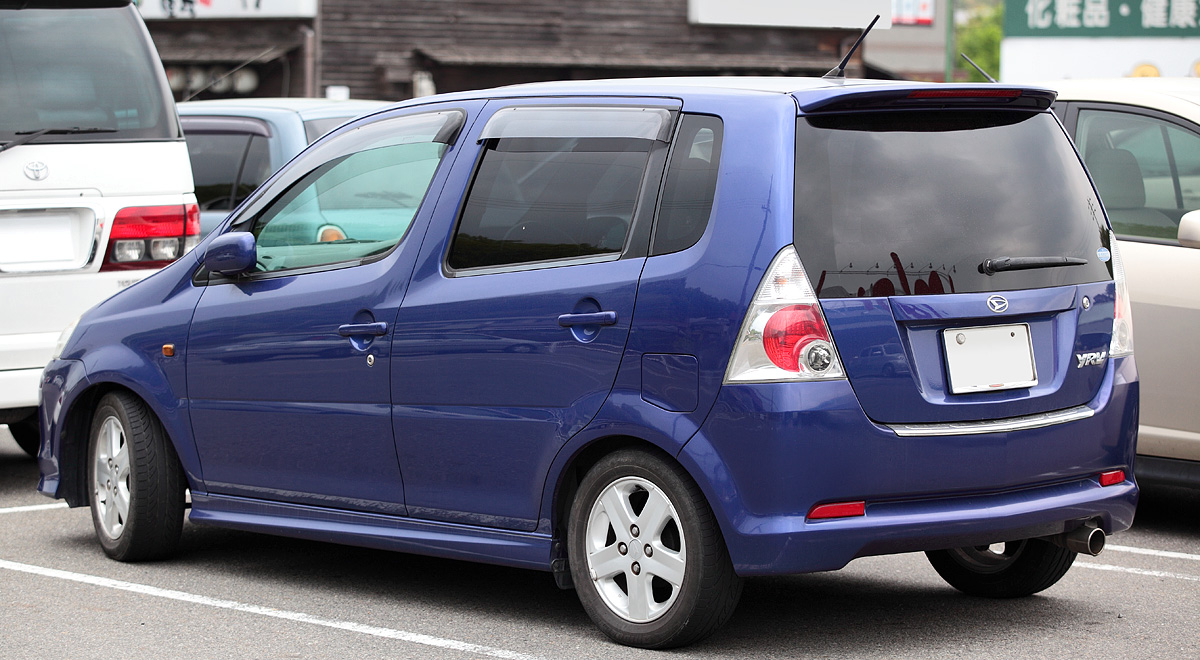
Daihatsu YRV Turbo

## Motoren
| Type      | Oorsprong | Motorcode | Cilinders | Kleppen | Cilinderinhoud (cc) | Vermogen            | Koppel              | Opmerkingen        |
| --------- | --------- | --------- | --------- | ------- | ------------------- | ------------------- | ------------------- | ------------------ |
| 1.0       | Daihatsu  | EJ-VE     | 3         | 12      | 989                 | 58 pk bij 5200 rpm  | 88 Nm bij 3600 rpm  | 2001-2006          |
| 1.3       | Daihatsu  | K3-VE     | 4         | 16      | 1298                | 87 pk bij 6000 rpm  | 120 Nm bij 3200 rpm | 2001-2006          |
| 1.3 Turbo | Daihatsu  | K3-VET    | 4         | 16      | 1298                | 129 pk bij 6400 rpm | 170 Nm bij 2800 rpm | 2002-2006          |
| 1.3 Turbo | Daihatsu  | K3-VET    | 4         | 16      | 1298                | 140 pk bij 6400 rpm | 177 Nm bij 3000 rpm | - (1999 prototype) |

In productie:
Copen ·
Cuore ·
Hijet ·
Materia ·
Sirion ·
Terios ·
Trevis
Concepts:
Mud Master C
Niet meer in productie:
Applause ·
Charade ·
Charmant ·
Consorte ·
Compagno ·
Fellow ·
Feroza ·
Gran Move ·
Max Cuore ·
Move ·
Rocky ·
Taft ·
Valéra ·
YRV